# Phyllopodium alpinum
Phyllopodium alpinum är en flenörtsväxtart som beskrevs av Nicholas Edward Brown. Phyllopodium alpinum ingår i släktet Phyllopodium och familjen flenörtsväxter. Inga underarter finns listade i Catalogue of Life.